# Comuna Sosnivka, Șumsk
Sosnivka (în ucraineană Соснівка) este o comună în raionul Șumsk, regiunea Ternopil, Ucraina, formată din satele Birkî și Sosnivka (reședința).

## Demografie
Componența lingvistică a comunei Sosnivka
     Ucraineană (99,9%)
     Alte limbi (0,1%)
Conform recensământului din 2001, majoritatea populației comunei Sosnivka era vorbitoare de ucraineană (99,9%), existând în minoritate și vorbitori de alte limbi.